# Sofía Vergara
Sofía Margarita Vergara (Barranquilla, 10 juli 1972) is een Colombiaans actrice en fotomodel. Ze werd in zowel 2010, 2011, 2012 als 2013 genomineerd voor een Emmy Award en in zowel 2011, 2012, 2013 als 2014 genomineerd voor een Golden Globe voor haar rol als Gloria Delgado-Pritchett in de komedieserie Modern Family. Voor diezelfde rol won ze in 2017 daadwerkelijk een People's Choice Award.

## Carrière
Na Spaanstalige rollen in de Mexicaanse televisieseries Acapulco, cuerpo y alma en A que no te atreves debuteerde ze in 2002 in haar eerste Amerikaanse film Big Trouble.
Behalve filmrollen speelde Vergara in zowel Engels- als Spaanstalige series, zoals enerzijds The Knights of Prosperity en anderzijds Amas de casa desesperadas. Ze had eenmalige gastrollen in onder meer Rodney en Entourage. Van 2009 t/m 2020 speelde ze Gloria Delgado-Pritchett in de sitcom Modern Family. Voor haar televisiewerk kreeg ze in 2015 een ster op de Hollywood Walk of Fame.
Sinds mei 2020 is Vergara te zien als jurylid in het televisieprogramma America's Got Talent.

## Filmografie
*Exclusief televisiefilms
| - Despicable Me 4 (2024) - Valentina (stem) - Stano (2019) - Angela Ramírez - The Con Is On (2018) - Vivien - Bent (2018) - Rebecca - The Emoji Movie (2017) - Flamenca (stem) - The Female Brain (2017) - Lisa - Hot Pursuit (2015) - Daniella Riva - Wild Card (2015) - DD - Chef (2014) - Inez - Machete Kills (2013) - Desdemona - Fading Gigolo (2013) - Selima - Escape from Planet Earth (2013) - Gabby Babblebrock (stem) | - The Three Stooges (2012) - Lydia - New Year's Eve (2011) - Ava - Happy Feet Two (2011) - Carmen (stem) - The Smurfs (2011) - Odile Anjelou - Madea Goes to Jail (2009) - T.T. - Meet the Browns (2008) - Cheryl - Grilled (2006) - Loridonna - Four Brothers (2005) - Sofi - Lords of Dogtown (2005) - Amelia - Soul Plane (2004) - Blanca - The 24th Day (2004) - Isabella - Chasing Papi (2003) - Cici - Big Trouble (2002) - Nina |

## Televisieseries
*Exclusief eenmalige gastrollen
- Griselda - Griselda Blanco (2024, zes afleveringen)
- Modern Family - Gloria Delgado-Pritchett (11 seizoenen september 2009 - april 2020)
- Men in Trees - Pilar Romero (2008, twee afleveringen)
- Fuego en la sangre - Leonora (2008, tien afleveringen)
- Dirty Sexy Money - Sofia Montoya (2007, vier afleveringen)
- The Knights of Prosperity - Esperanza Villalobos (2007, dertien afleveringen)
- Amas de casa desesperadas - Alicia Oviedo (2007, 23 afleveringen)
- Hot Properties - Lola Hernandez (2005, dertien afleveringen)

## Privé
Vergara trouwde in 1991 en kreeg een jaar later een zoon. Ze scheidde in 1993. Vergara verhuisde in 2002 met haar zoon naar de Verenigde Staten, mede omdat criminelen in Colombia regelmatig familieleden van beroemdheden ontvoeren. Haar oudere broer werd in 1998 tijdens een ontvoering in hun geboortestad doodgeschoten. Vergara trouwde in 2015 met acteur Joe Manganiello. In 2023 ging het stel uit elkaar.